# Tori Tsui
Tori Tsui is een milieu- en natuurfilmmaker, fotograaf en klimaatactivist uit Hong Kong die in Bristol woont. Haar werk draait om klimaatrechtvaardigheid en ervoor te zorgen dat klimaatbeleid, actie en organisatie intersectoraal, inclusief en transformerend zijn.

## Biografie
Tori Tsui studeerde in 2015 af met een Master of Research in Ecology, Evolution and Conservation aan het Imperial College London, wat de basis legde voor haar interesse in klimaatwetenschap en duurzaamheid.

### Activisme
Tsui is een van de drie oprichters van het Bad Activist Collective, een multimediaal platform gerund door een collectief van activisten, kunstenaars en verhalenvertellers. Ze is lid van de klimaatcoalitie Unite For Climate Action (U4CA) en een Extinction Rebellion-lid.
In het najaar van 2019 zeilde ze de Atlantische Oceaan over van Amsterdam naar Rio de Janeiro met de denktank Sail to the COP naar de klimaatconferentie in Chili, samen met onder anderen de Belgische klimaatactivisten Anuna De Wever en Adélaïde Charlier. Tijdens hun reis kregen de activisten te horen dat de klimaatconferentie in Chili afgelast werd, waarna er werd besloten toch verder te varen. Tsui werd voor deze reis gesponsord door Stella McCartney nadat ze een "agent van verandering" was genoemd.
Naast organiseren is ze lid van de adviesraad van de Earth Percent-groep en werkt ze binnen de muziekindustrie aan het creëren van betekenisvolle en langdurige verandering. Artikels van haar verschenen onder andere in Vogue, The Guardian, Refinery29, Cosmopolitan en The Independent.